# Огоджа (Нигерия)
Ого́джа — территория местного управления в Нигерии на севере штата Кросс-Ривер с центром в городе Огоджа. Через территорию проходит автомобильная трасса Майдугури—Калабар (трасса А4).  Среди языков местного населения выделяется экаджук.